# Plinio Olano
Plinio Edilberto Olano Becerra (Duitama, Boyacá; 19 de octubre de 1957) es un ingeniero y político colombiano. Es miembro del Partido de la U y ha sido elegido por elección popular para integrar el Senado y la Cámara de Representantes de Colombia.

## Carrera profesional
Graduado como ingeniero civil y especialista en administración de negocios de la construcción en la Universidad Javeriana; dedicó su carrera profesional a la constrctora Obicon Ltda, de la que fue gerente entre 1986 y 1998. Durante este tiempo ayudó a impulsar la carrera política de su hermano Germán Olano Becerra al interior del Partido Liberal, y siendo éste concejal de Bogotá, Plinio se retira de Obicon para buscar un escaño en la Cámara de Representantes en representación de la ciudad para el periodo 1998-2002 y lo obtiene. En 2002 es reelecto, pero empieza a alejarse de los lineamientos de su partido al empezar a respaldar al Presidente Álvaro Uribe Vélez; finalmente decide pasar al Partido Cambio Radical que empezaba apenas a formarse en 2004 bajo el liderazgo de Germán Vargas Lleras. En las elecciones de 2006 obtiene un escaño en el Senado siendo ampliamente beneficiado por la circunscripción nacional, ya que termina ganando más votos en su natal Boyacá que en Bogotá, donde había desarrollado su carrera política. Fue elegido Primer Vicepresidente del Senado para el periodo 2006-2007, siendo relevado el 20 de julio de ese año por el senador Ubeimar Delgado.

## Congresista de Colombia
En las elecciones legislativas de Colombia de 2006, Olano Becerra fue elegido senador de la república de Colombia con un total de 27.981 votos. Posteriormente en las elecciones legislativas de Colombia de 2010, Olano Becerra fue reelecto senador con un total de 44.693 votos.
En las elecciones legislativas de Colombia de 1998, Olano Becerra fue elegido miembro de la Cámara de Representantes de Colombia con un total de 110.598 votos. Luego en las elecciones legislativas de Colombia de 2002, Olano Becerra fue reelecto a la Cámara con un total de 26.272 votos.

### Iniciativas
El legado legislativo de Plinio Edilberto Olano Becerra se identificó por su participación en las siguientes iniciativas desde el congreso:

- Buscar la exención del 4 por mil, a las cuentas corrientes aperturadas por los Establecimientos de Reclusión de orden nacional, en los diferentes entidades bancarias con el nombre de Cuenta Matriz Internos.[4]
- Expedir el ordenamiento jurídico que permita adoptar el régimen ético-disciplinario aplicable a los miembros del Congreso de la República, por el comportamiento indecoroso, irregular o inmoral (Aprobado).[5]
- Ampliar la representación de los colombianos en el exterior en el Congreso de la República para que de esta manera, puedan encontrar en este escenario democrático por excelencia, voceros que representen auténticamente sus intereses (Aprobado).[6]
- Crear el Sistema Nacional para la Inclusión Social de Personas con Alto Grado de Fragilidad Social (Retirado).[7]
- Modificar los incisos primeros de los artículos 303 y 314 de la Constitución, al permitir por una sola vez la reelección inmediata de Gobernadores y Alcaldes (Archivado).[8]
- Regular la publicación de las encuestas electorales (Archivado).[9]
- Imposición de penas al abuso y a la explotación sexual, preservar la libertad y autonomía de las personas dignas (Archivado).[10]
- Establecer nuevo esquema de subsidios de los servicios públicos domiciliarios aplicable a personas naturales o jurídicas sin ánimo de lucro que presten el servicio público de bienestar familiar (Retirado).[11]
- Crear tarifas especiales para los estudiantes y personas de la tercera edad en que utilicen servicios públicos de transporte masivo de pasajeros en Colombia.[12]
- Frenar el abuso recurrente en que incurren las autoridades de tránsito al sancionar a los conductores, principalmente de vehículos particulares.[13]

## Carrera política
Su trayectoria política se ha identificado por:

### Partidos políticos
A lo largo de su carrera ha representado los siguientes partidos:
| Partido político | Fecha Inicio             | Fecha Fin                |
| Partido de la U  | 15 de septiembre de 2009 |                          |
| Cambio Radical   | 20 de julio de 2006      | 15 de septiembre de 2009 |
| Partido Liberal  | 20 de julio de 2002      | 19 de julio de 2006      |
| Partido Liberal  | 20 de julio de 1998      | 19 de julio de 2002      |

### Cargos públicos
Entre los cargos públicos ocupados por Plinio Edilberto Olano Becerra, se identifican:
| Cargo público             | Partido político | Fecha Inicio        | Fecha Fin           |
| Senador de la República   | Partido de la U  | 20 de julio de 2006 |                     |
| Representante a la Cámara | Partido Liberal  | 20 de julio de 2002 | 19 de julio de 2006 |
| Representante a la Cámara | Partido Liberal  | 20 de julio de 1998 | 19 de julio de 2002 |